# Mauro Contreras
Mauro Isidro Contreras Hernández (ur. 15 stycznia 1996 w Lagos de Moreno) – meksykański piłkarz występujący na pozycji ofensywnego pomocnika lub skrzydłowego.